# اچ‌ام‌اس بروس (دی۸۱)
اچ‌ام‌اس بروس (دی۸۱) (به انگلیسی: HMS Bruce (D81)) یک کشتی بود که طول آن ۳۳۲ فوت ۶ اینچ (۱۰۱٫۳۵ متر) بود. این کشتی در سال ۱۹۱۸ ساخته شد.